# Comarca de Coimbra
A comarca de Coimbra é uma comarca integrada na divisão judiciária de Portugal. Tem sede em Coimbra.
A comarca abrange uma área de 3 947 km² e tem como população residente 429 987 habitantes (2011).
Integram a comarca de Coimbra os seguintes municípios:
- Coimbra (sede)
- Arganil
- Cantanhede
- Condeixa-a-Nova
- Figueira da Foz
- Góis
- Lousã
- Mira
- Miranda do Corvo
- Montemor-o-Velho
- Oliveira do Hospital
- Pampilhosa da Serra
- Penacova
- Penela
- Soure
- Tábua
- Vila Nova de Poiares

A comarca de Coimbra integra a área de jurisdição do Tribunal da Relação de Coimbra.